# Stefano Coletta
Stefano Coletta (Roma, 8 marzo 1965) è un dirigente d'azienda e conduttore radiofonico italiano, direttore di Rai 1 dal 14 gennaio 2020 al 25 maggio 2023.

## Biografia
Laureato in Lettere e Filosofia all'Università La Sapienza di Roma, ha iniziato la sua carriera in Rai nel settembre del 1991 come redattore e conduttore di programmi radiofonici (Radiodue 3131) e televisivi (su Rai 1 e Rai 3). Tra il 1997 e il 2007 è stato autore e successivamente capo progetto di programmi di prima e seconda serata (Mi manda Raitre, Tatami, Amore criminale) e di day time (Cominciamo bene, Racconti di vita). Nel 2008 è stato nominato responsabile del Nucleo Produttivo di Programmi di servizio sociale, contribuendo all'innovazione di diversi programmi TV sotto la sua supervisione quali, tra gli altri, Chi l'ha visto?. Dal febbraio 2013 è vicedirettore di Rai 3 con delega al Palinsesto e Marketing. Dal 27 luglio 2017 viene nominato nuovo direttore di Rai 3 dopo le dimissioni di Daria Bignardi. Dal 14 gennaio 2020 al mese di giugno del 2022 ha assunto la direzione di Rai 1. Il ruolo andrà poi rimosso per riorganizzazione aziendale da parte della Rai. Coletta, quindi, si dedicherà alla direzione di genere Intrattenimento prime time. Dal 25 maggio 2023 passa alla direzione Distribuzione.

## Riconoscimenti
- 24 marzo 2018 - Premio internazionale Castello di San Marco, Cap. Filippo Murabito